# Pierre-Paul Le Mercier de La Rivière

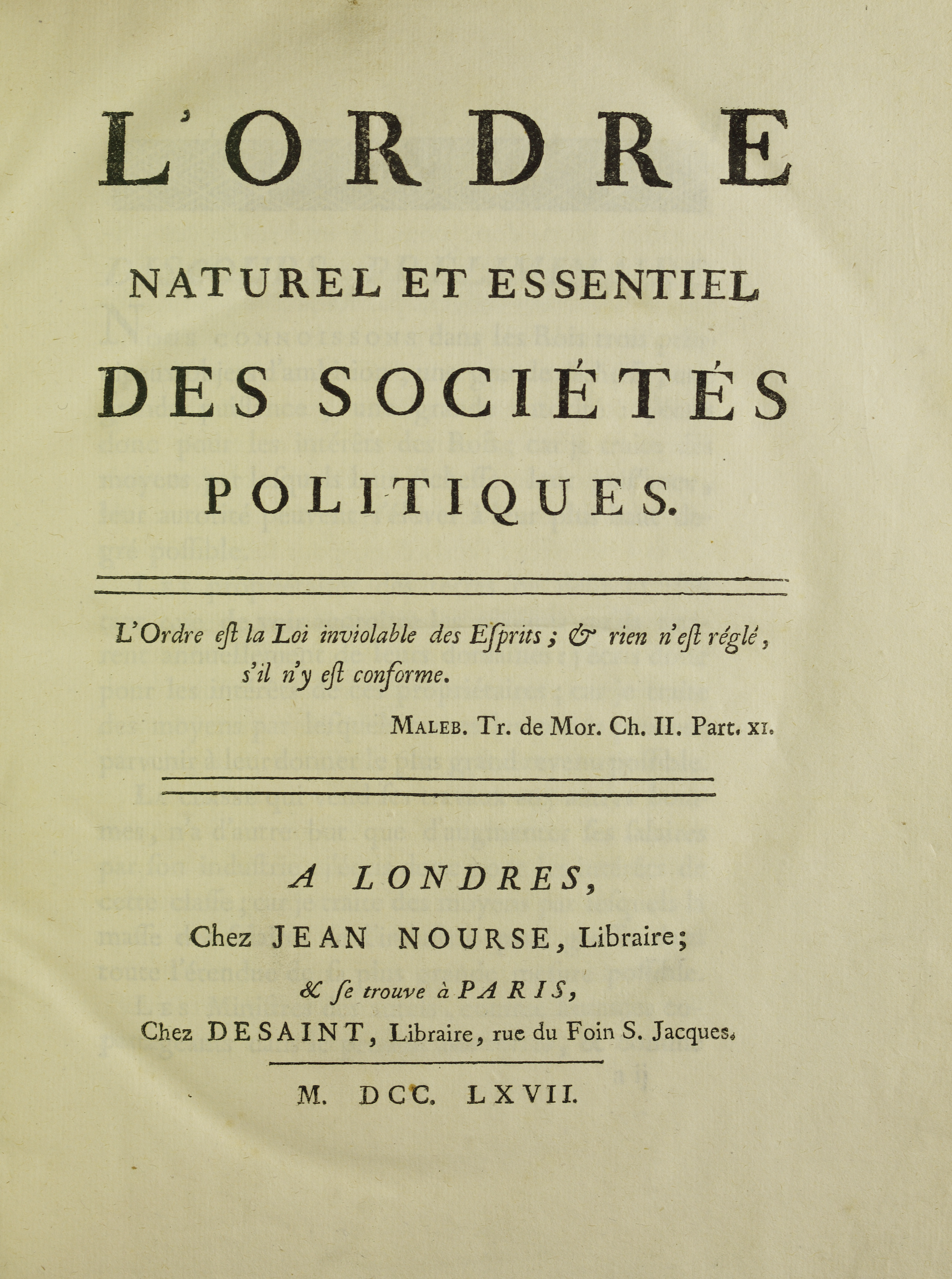
Ordre naturel et essentiel des sociétés politiques, 1767

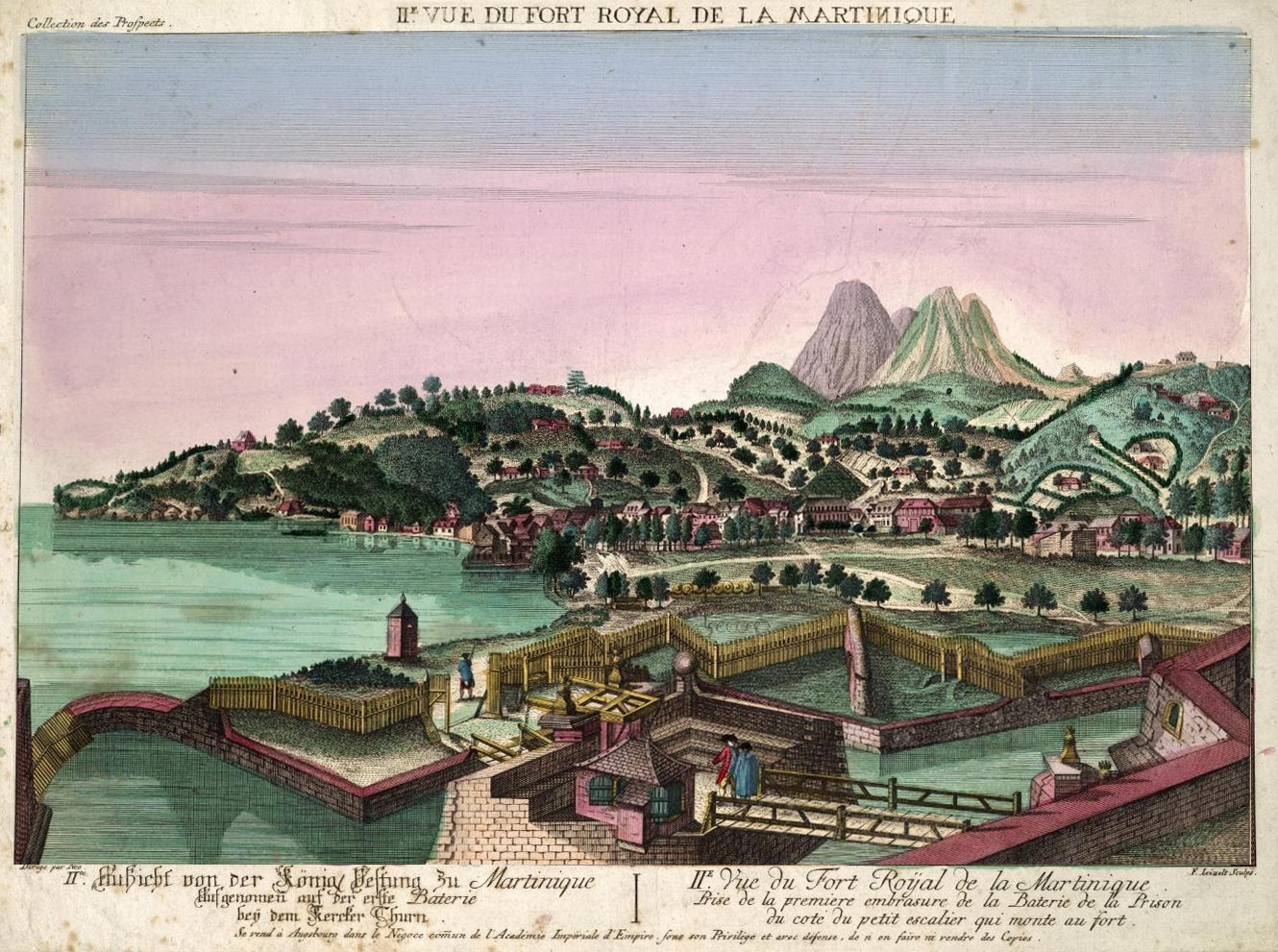
Ansicht von Fort-Royal auf Martinique (um 1750, später koloriert)

Pierre-Paul Le Mercier de La Rivière de Saint-Médard (* 10. März 1719 in Saumur; † 27. November 1801 in Grigny) war ein französischer Ökonom und Vertreter der  Physiokratie.

## Leben und Wirken
De la Rivieres Eltern waren Paul-Philippe Le Mercier de la Rivière de Saint-Médard, Esquire, Schatzmeister von Frankreich (Trésorier de France) und Intendant der Finanzen von Tours (généralité de Tours) und Marie-Claude Le Bigot de la Chouanière.
Er begann seine Karriere als Berater des Parlement de Paris (1747–1758). Dank der Unterstützung der Madame de Pompadour wurde er zum Gouverneur von Martinique ernannt. Während der Amtszeit zwischen 1759 und 1764 hatte er dort große Erfolge und konnte die Wirtschaft der Insel entwickeln. Von 1762 bis 1763 war Martinique durch die Briten besetzt, bei den kriegerischen Auseinandersetzungen wurde er schwer verletzt und kam in britische Kriegsgefangenschaft.
Denis Diderot der französische Schriftsteller, Philosoph und Aufklärer war ein persönlicher Freund.
Im Jahre 1767 veröffentlichte De la Riviere seine Schrift L’ordre naturel et Essentiel des politiques Sociétés, die kurz nach seinem Erscheinen sehr bekannt wurde.
De la Riviere wurde 1767 von Katharina II. nach Russland eingeladen. Er verweilte in  St. Petersburg nur ein paar Monate, wurde dort wegen eines Skandals vor Gericht angeklagt, entlassen und kehrte nach Frankreich zurück. Der Grund dafür war unter anderem eine Diskrepanz mit der Kaiserin hinsichtlich seiner politischen und wirtschaftlichen Ansichten und Ambitionen. De la Riviere meinte, dass er binnen zwei Jahren in der Lage sei, das Zarenreich vollständig zu reformieren; hierfür verlangte er ein riesiges Gehalt. Katharina II. verspottete seine Projekte als unrealistische Phantasien.

## Schriften (Auswahl)
- L’Ordre naturel et essentiel des sociétés politiques. London/Paris 1767.
  - 4° (Digitalisat).
  - 2 Bände, 12° (Band 1, Band 2).
- L’intérêt général de l’Etat, ou la Liberté du commerce des blés. Amsterdam/Paris 1770 (Digitalisat).
- De l’instruction publique. Paris 1775 (Digitalisat, Digitalisat).
- Essais sur les maximes et loix fondamentales de la monarcbie française ou Canevas d’un Code constitutionel. Paris 1789.
- Palladium de la constitution politique, ou Régénération morale de la France. Paris 1790 (Digitalisat).